# Balkáni haragossikló
A balkáni haragos sikló (Hierophis gemonensis) a hüllők (Reptilia) osztályába a kígyók (Serpentes) alrendjébe és a siklófélék (Colubridae) családjába tartozó faj.
Egyes rendszerek a Coluber nembe sorolják Coluber gemonensis néven

## Előfordulása
Albánia, Bosznia-Hercegovina, Horvátország, Montenegró, Szerbia, Görögország, Olaszország és Szlovénia területén honos.